# René Mathis
René Mathis est un personnage secondaire de fiction dans les romans de James Bond écrits par Ian Fleming, ainsi que dans les films qui en sont dérivés.

## Dans la littérature
René Mathis est un agent des services secrets français travaillant pour le Deuxième Bureau. Il a connu James Bond avant la Seconde Guerre mondiale lorsque tous deux ont démantelé un réseau de tricheurs roumains qui agissaient au casino de Monaco.
Mathis revient dans le premier roman de la série écrit par Ian Fleming : Casino Royale : Mathis seconde James Bond dans sa mission.
On le retrouve dans le roman Bons Baisers de Russie (From Russia, With Love) — ou Échec à l'Orient-Express — dont la fin se situe à Paris : Mathis sauve la vie de Bond qui vient d'être empoisonné par Rosa Klebb, agent du SMERSH.
René Mathis revient enfin dans le roman de Raymond Benson, Ne rêve jamais de mourir : Bond l'assiste lors d'une opération contre l'organisation secrète ennemie dénommée « le Syndicat ». Mathis est ensuite capturé par leur chef, torturé, puis rendu aveugle ; Bond le sauve alors d'une mort certaine. 
Il apparait également plus jeune dans la nouvelle A Hard Man to Kill.

## Présence au cinéma
- Duncan Macrae : Casino Royale (1967)
- Giancarlo Giannini : Casino Royale (2006)
- Giancarlo Giannini : Quantum of Solace (2008)